# 朴仁德
朴仁德（諺文:박인덕，1896年9月24日-1980年4月3日）初名姙德，號銀峰，韓國獨立運動家和敎育家，女性主义運動家作家及記者。 她在朝鮮日占期韓國記者和韓國早期女性主意運動家之一。羅蕙錫的思想的同志和競爭者。仁德工業傳問大學（仁德大學的前身）和仁德工業高等學敎的昌建者。

## 著作
- 《九月的侯猿（September Monkey）》(1954)
- 《The Hour of the Tiger》(1965) （英文）
- 《The Cock Still Crows》(1977) （英文）
- 《The Wisdom of the Dragon》(1970) （英文）

## 外部連結
- 朴仁德:韓國歷代人物鍾合情報 
- 조선의 ‘노라’ 박인덕 이혼사건[] 
- 최상위권 전문대라던 인덕대에 무슨 일이?[永久] 
- 우리의 영원한 스승 은봉 박인덕 선생 / 인덕대신문[永久] 
- 미주 한인 소설 연구 - 박영호 
- 1896년 원숭이 해 구월 달에 태어난[永久] 
- 朴仁德 